# شانيل هايز
شانيل جاد هايز (بالإنجليزية: Chanelle Hayes)‏ (ني سنكلير، من مواليد 11 نوفمبر 1987) هي شخصية تلفزيونية إنجليزية، مغنية وعارضة أزياء. كانت طالبة في نيو كوليدج، بونتفراكت، ويكفيلد، غرب يوركشاير، درست اللغة الاسبانية والموسيقى واللغة الإنكليزية قبل أن تصبح معروفة بالظهور على قناة الواقع الرابعة في عرض (الأخ الأكبر) في عام 2007 عندما كان عمرها 19 عاما. وهي تدير حاليا أعمال صنع الكعك في ويكفيلد، جنبا إلى جنب مع العمل الإعلامي في بعض الأحيان.

## حياتها المبكرة
هايز ولدت بأسم شانيل جاد سنكلير في عام 1987 في ستيال، شيشاير، انكلترا. قتلت والدتها، أندريا سنكلير، التي كانت تبلغ من العمر 32 عاما (كانت تعمل عاهرة)، من قبل العميل كيث بولارد، في يوم 5 أبريل عام 1988، عندما ولدت هايز في مستشفى ويثنشو، لم تكن تبلغ تماما الخمسة أشهر من العمر عندما قتلت امها. بعد ذلك وضعت هايز للتبني ونشأت في، ويكفيلد، غرب يوركشاير من قبل كريستين وهاري هايز. في سن ال 15، طلبت معلومات عن الأسرة التي ولدت فيها من الأخصائيين الاجتماعيين، وجمع شملها مع جدتها وأخواتها في شيفيلد.

## حياتها المهنية
في عام 2007، ظهرت هايز في المسلسل الثامن من مسلسل (الاخ الاكبر) في المملكة المتحدة. بدأت هايز علاقة مع طرف آخر منافس، وهو زيغي ليشمان ، عندما كانا في المنزل، وكانت العلاقة بينهما للتركيز الرئيسي من المعرض لعدة أسابيع حتى تركت هايز المنزل في اليوم الـ 62. وبعد ظهورها في (الاخ الاكبر)، ظهرت عدة مرات في الصحف والمجلات في التقاط الصور والمقابلات.
في 23 نوفمبر 2007، تم التصويت عن أن هايز كانت الأفضل كرفيقة منزل على الإطلاق في مسلسل (الأخ الأكبر) من أي وقت مضى من قبل أعضاء المنتدى من جاسوس الرقمي. كذلك صوت لها على انها ثاني انثى الأكثر اثارة وجاذبية، أيضا هي رقم ٢ كرفيقة منزل من أي وقت مضى، وخسرت بفارق ضئيل لصالح الممثلة ايموجين توماس.
في أبريل 2008، كانت هايز قد اختيرت للعب دور في في شريط فيديو من قبل فريق الدعاية الإبداعية من لي ودان المشاريع الخاصة، الذين تم توظيفهم من قبل إم تي في المملكة المتحدة لإنتاج الإعلان الفيروسي للكوميديا إم تي في الجديد "الفراء التلفزيون."

## روابط خارجية
- شانيل هايز على موقع IMDb (الإنجليزية)
- شانيل هايز على موقع ديسكوغز (الإنجليزية)
- شانيل هايز على موقع قاعدة بيانات الفيلم (الإنجليزية)